# Debbie Stabenow

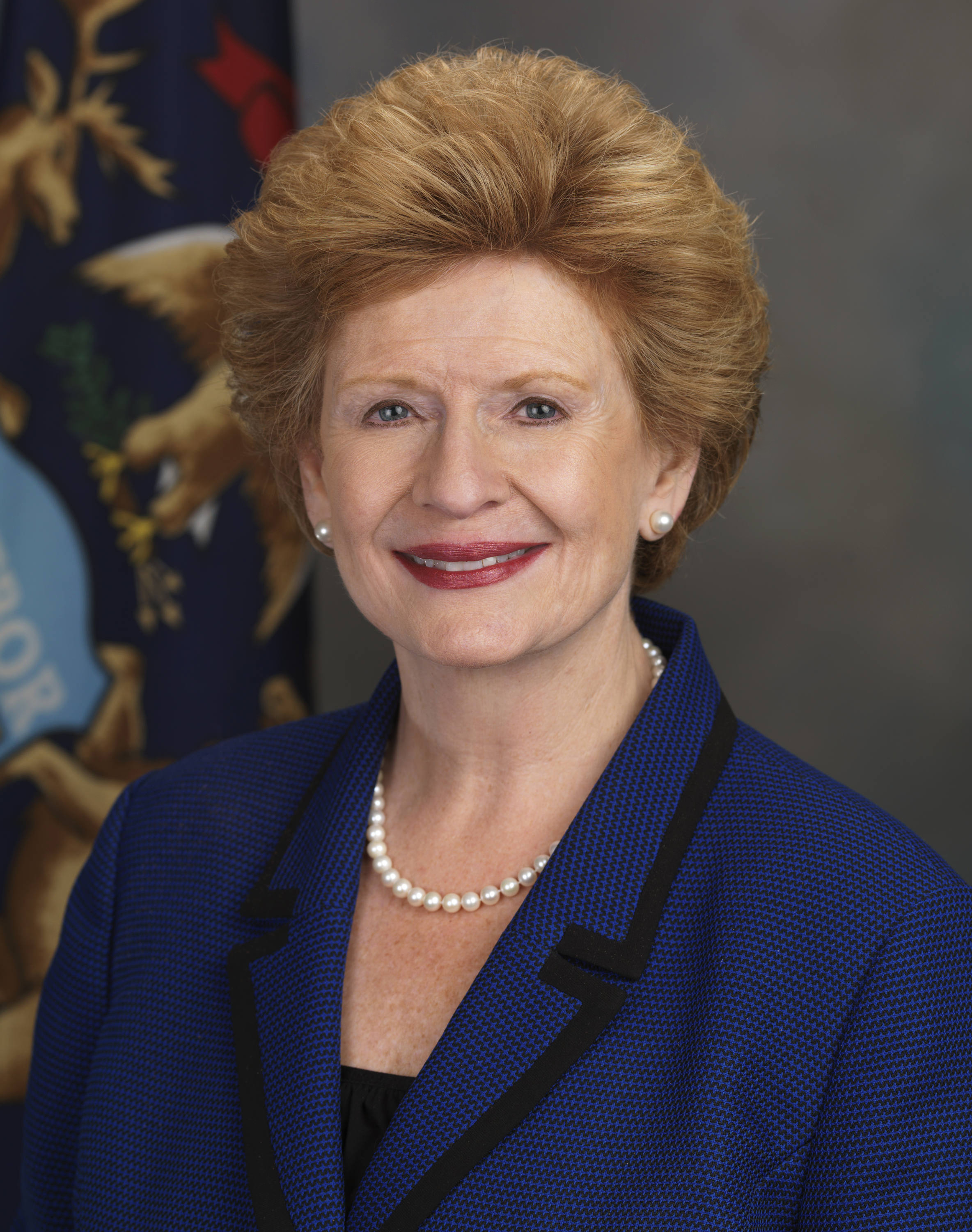
Debbie Stabenow (2011)

Deborah Ann „Debbie“ Stabenow (* 29. April 1950 in Gladwin, Gladwin County, Michigan als Deborah Ann Greer) ist eine amerikanische Politikerin der Demokratischen Partei. Sie war bis 2025 US-Senatorin für den Bundesstaat Michigan.

## Familie, Ausbildung und Beruf
Stabenow wurde in Gladwin als Tochter von Anna Merle Hallmark und Robert Lee Greer geboren. Während ihrer Schulzeit wohnte die Familie Greer in Clare, wo ihre Mutter Krankenschwester und ihr Vater und Großvater Inhaber eines Oldsmobile-Autohauses waren.
Stabenow studierte an der Michigan State University, wo sie 1972 den Bachelor und 1975 magna cum laude den Master in Sozialarbeit erhielt. Kurz vor ihrem Studienabschluss gewann Stabenow ihre erste Wahl für die County commission des Ingham County, der sie von 1975 bis 1978 angehörte. In dieser Zeit arbeitete sie als Sozialarbeiterin und Beraterin für leadership training (Vorbereitung auf Führungsrollen).
Nach ihrer Heirat mit Dennis Stabenow übernahm Greer den Namen ihres Ehemannes. Das Ehepaar ließ sich 1990 scheiden. Sie haben zwei gemeinsame Kinder und vier Enkel. 2003 heiratete Stabenow den Radioproduzenten Tom Althans; sie ließen sich im Mai 2010 scheiden. Stabenow ist Mitglied der Grace United Methodist Church.
2008 verlieh ihr die Grand Valley State University die Ehrendoktorwürde.

## Politische Laufbahn

### Bundesstaatsebene
1978 kandidierte sie erfolgreich für das Repräsentantenhaus von Michigan und gehörte ihm von 1979 bis 1991 an. Bei der Erarbeitung eines der ersten Gesetze in den USA, die eine Kfz-Kindersitzpflicht für das Alter bis fünf Jahre vorsah, war sie federführend. Ein weiteres von ihr eingebrachtes Gesetz verschärfte die Strafen für häusliche Gewalttäter. In dieser Zeit bekam sie von republikanischen Mitgliedern des Parlaments den ironischen Spitznamen „D-Stabs“.
1991 bis 1994 gehörte sie dem Senat von Michigan an. Dort war sie bei der Durchsetzung von Gesetzentwürfen wie einer Senkung der Grundsteuer, Reformen für kleine und mittelständische Unternehmen und Schutz für Familien und Kinder federführend. 1994 trat sie von ihrem Mandat zurück, um in den Vorwahlen für die demokratische Nominierung als Gouverneurskandidatin zu kandidieren. Die Nominierung gewann zwar der Kongressabgeordnete Howard Wolpe, aber er machte sie zu seiner Kandidatin für die Stellung der Vizegouverneurin. Beide verloren jedoch gegen den republikanischen Amtsinhaber John Engler und seine Vizegouverneurin Connie Binsfeld.

### Bundesebene
Bei der Wahl zum US-Repräsentantenhaus 1996 besiegte Stabenow den republikanischen Amtsinhaber Dick Chrysler und vertrat daraufhin im US-Repräsentantenhaus von Januar 1997 bis Januar 2001 den 8. Kongresswahlbezirk von Michigan. Im Jahr 2000 trat sie nicht zur Wiederwahl an, sondern kandidierte bei der Senatswahl im November 2000 für einen Sitz im Senat der Vereinigten Staaten. Für den größten Teil des Wahlkampfs wurden ihre Erfolgschancen eher skeptisch gesehen, aber in den letzten Wochen vor der Wahl wuchs ihre Unterstützung so weit an, dass sie den republikanischen Amtsinhaber Spencer Abraham knapp besiegen konnte. Sie gehört dem US-Senat seit Januar 2001 an, als erste Frau, die einen Sitz dort für ihren Bundesstaat innehat. Mit Maria Cantwell aus Washington ist sie die erste Frau, die einen gewählten Amtsinhaber bei einer regulären Wahl zum US-Senat besiegt hat (bei Carol Moseley Braun aus Illinois geschah der Sieg über den Amtsinhaber bei einer Vorwahl 1992).
Stabenow erreichte am 16. November 2004 die dritthöchste Position in der Senatsfraktion der Demokraten, als sie Caucus Secretary wurde. In diesem Amt unterstützte sie den damaligen Minority Leader, also den Fraktionsvorsitzenden, Harry Reid, bis sie im November 2006 Hillary Clinton als Vorsitzende des Democratic Steering and Outreach Committee ablöste, das den bundesweiten Dialog der Senatoren mit Entscheidungsträgern fördern sollte.
Vor der Wahl 2006 kam das Gerücht auf, Spencer Abrahams Frau Jane würde Stabenow herausfordern, aber diese trat nicht an, und Stabenow wurde – mit dem republikanischen Gegenkandidaten Michael Bouchard – wiedergewählt.
Von Januar 2011 an saß sie als Nachfolgerin ihrer abgewählten Parteifreundin Blanche Lincoln dem Landwirtschaftsausschuss des Senats vor. Bei der Wahl im Jahr 2012 gewann Stabenow die Wiederwahl gegen ihren republikanischen Herausforderer Pete Hoekstra. Nach dem Verlust der demokratischen Mehrheit im Senat verlor Stabenow 2015 den Ausschussvorsitz an den Republikaner Pat Roberts, gehört ihm aber als Ranking member und damit ranghöchste Demokratin weiterhin an. Bereits im Mai 2014 sprach sich Stabenow als eines der ersten Senatsmitglieder für Hillary Clinton als demokratische Bewerberin für die Präsidentschaftswahl 2016 aus und war als Kandidatin für die Vizepräsidentschaft im Gespräch.
Bei der Senatswahl 2018 setzte sich Stabenow gegen den Republikaner John E. James durch. Im Januar 2023 gab sie bekannt, auf eine Kandidatur für eine fünfte Amtszeit bei den Senatswahlen 2024 zu verzichten. Sie ist damit zum 3. Januar 2025 aus dem Senat ausgeschieden.

## Politische Positionen
Stabenow folgt in wesentlichen Abstimmungen der Linie der Regierung Obama; so stimmte sie 2009 für das Konjunkturprogramm in der Weltwirtschaftskrise ab 2007 (American Recovery and Reinvestment Act), 2010 für die Gesundheitsreform (Affordable Care Act) und begleitete die weitere Entwicklung der Gesundheitspolitik mit Gesetzesvorschlägen. In Fragen der Bürgerrechte und Antidiskriminierung hat die liberale American Civil Liberties Union eine Übereinstimmung mit Stabenows Abstimmungsverhalten in 60 Prozent der Fälle festgestellt, die Human Rights Campaign für LGBT-Anliegen 89 Prozent und die afroamerikanische NAACP 100 Prozent. Stabenow gilt als eine Vorkämpferin des Umwelt- und Klimaschutzes mittels einer Green Economy, in der Industriearbeitsplätze bei der Fertigung regenerativer Energieträger entstehen. Sie führte im Senat ein Ölbohrverbot und eine Vereinbarung gegen das Exportieren kanadischen Feststoffmülls an den Großen Seen ein, schlug 2011 aber vor, die US-Umweltschutzbehörde (Environmental Protection Agency) solle zwei Jahre länger als geplant auf die Regulierung von Treibhausgas-Emissionen (Clean Air Act) verzichten. Während sich Umweltschutzaktivisten empört zeigten, ging es Stabenow um einen Kompromiss, da zeitgleich Vorschläge vorlagen (unter anderem vom Minderheitsführer Mitch McConnell), die Behörde auf Dauer zu entmachten.

## In der Popkultur
In der 2016 erschienenen Comicverfilmung Batman v Superman: Dawn of Justice von Zack Snyder hat Debbie Stabenow einen Cameo-Auftritt als Gouverneurin von Metropolis.